# Мийбулак
Мийбула́к (каз. Мыйбұлақ) — село у складі Улитауського району Улитауської області Казахстану. Адміністративний центр Мийбулацького сільського округу.
Населення — 349 осіб (2021; 698 у 2009, 631 у 1999, 563 у 1989).
Національний склад станом на 1989 рік:
- казахи — 100 %.